# Джон Огъстъс Рьоблинг
Джон Огъстъс Рьоблинг е пруски и после американски строителен инженер. Известен е с построения под негово ръководство Бруклински мост, обявен за национална строителна забележителност на САЩ.
Записва се (1824) за 2 семестъра и следва в Строителната академия в Берлин. Работи по строителството на военни пътища в Прусия.
Преселва се с брат си Карл и приятели в САЩ през 1831 г. Джон и Карл закупуват в окръг Бътлър, щата Пенсилвания земя с площ 6,4 кв. км и създават германската колония Саксонбърг (Saxonburg).
Джон Рьоблинг след време се връща към пътното строителство. В градчето Саксонбърг първи в САЩ започва производство на стоманени въжета. Той е сред пионерите в строителството на висящи мостове. Построява няколко известни моста: 2 моста в Питсбърг, мост над Ниагарския водопад и мост между градовете Синсинати и Ковингтън (по-късно наречен в негова чест Roebling Suspension Bridge).
Щатът Ню Йорк му възлага строителството на Бруклинския мост с отвор 486 метра. При заключителните измервания на строежа ферибот, забиващ пилони, удря лодката на Рьоблинг и го наранява. Вследствие от удара му е ампутирано разбито стъпало и 3 седмици по-късно умира от остра инфекция (тетанус).
Строителството на Бруклинския мост е завършено от неговия първороден син Уошингтън Огъстъс Рьоблинг. По-късно синът му Карл основава град Рьоблинг в щата Ню Джърси. Внукът му Вашингтон загива на кораба „Титаник“.